# 아킴 타미로프
아킴 미하일로비치 타미로프(영어: Akim Mikhailovich Tamiroff, 아르메니아어: Ակիմ Թամիրով, 러시아어: Аким Михайлович Тамиров, 1899년 10월 29일 ~ 1972년 9월 17일)는 미국의 아르메니아계 배우다. 1943년 골든 글로브상 영화 남우조연 부문을 첫번째로 수상했으며, 아카데미 남우조연상에서 2번 후보로 올랐다.

## 작품 목록
- 《크리스티나 여왕》 (1933) (언급되지 않음)
- 《진홍의 여제》 (1934) (언급되지 않음)
- 《악의 손길》 (1958)